# 呂邦燿
吕邦燿（？—1623年），字元韬，號九如，锦衣卫官籍，浙江处州府丽水县人，明朝政治人物。

## 生平
萬曆二十五年（1597年）丁酉科順天乡试五十八名举人，萬曆二十九年（1601年）辛丑科進士，选庶吉士，三十一年授户科给谏，歴升兵科右给事中、吏科左给事中，丰采甚著。提学河南，得人为盛。擢通政司参议，封驳得体。转少奉常，历大理右少卿，未竟所用而卒。

## 家族
曾祖吕昇，以子吕鸣珂贈工部郎中；祖吕鸣阳，字黄初，鸿胪寺捡校，著有《易奥记愚》。父吕非。